# 富加町
富加町（日语：／ Tomika chō */?）為岐阜縣南部加茂郡所轄的町。

## 地理
町内半數以上地域為山林，平地地區為住宅地。
- 山：梨割山（278.2m）
- 河川：川浦川、津保川

### 鄰接的自治体
- 北、西、西南 - 關市
- 東北、東、南 - 美濃加茂市